# Bobartia paniculata
Bobartia paniculata är en irisväxtart som beskrevs av Gwendoline Joyce Lewis. Bobartia paniculata ingår i släktet Bobartia och familjen irisväxter. Inga underarter finns listade i Catalogue of Life.